# Ectenessidia nigriventris
Ectenessidia nigriventris là một loài bọ cánh cứng trong họ Cerambycidae.